# Lijnbaansgracht 25-27
Lijnbaansgracht 25-27/Willemsstraat 212-226 is een complex woningen in Amsterdam-Centrum. 
Op de tekening van Joan Blaeu uit 1642 is op de hoek Lijnbaansgracht en de Goudsbloemgracht al bebouwing te zien. De Goudsbloemgracht werd in 1857 en kreeg als naam Willemsstraat. Pieter Johannes Hamer ontwierp voor Vereeniging ten behoeve der Arbeidersklasse te Amsterdam een 42-tal woningen op deze hoek. Daar de hoek hier scherp is ontstond een zogenaamde taartpunt. Het kwam er daarbij op neer dat de gehele Willemsstraat alhier in verschillende termijnen voorzien werd van nieuwbouw. Hamer kwam met in het ecleticisme ontworpen woonhuizen, waarbij opvallen de (namaak) trapgevels aan zowel kade als straat. Het geheel is symmetrisch uitgevoerd.
In 2004 werd het gehele complex uitgeroepen tot gemeentelijk monument, vermoedelijk na een grondige renovatie. De gebouwen kijken uit over brug 142, ook een gemeentelijk monument.

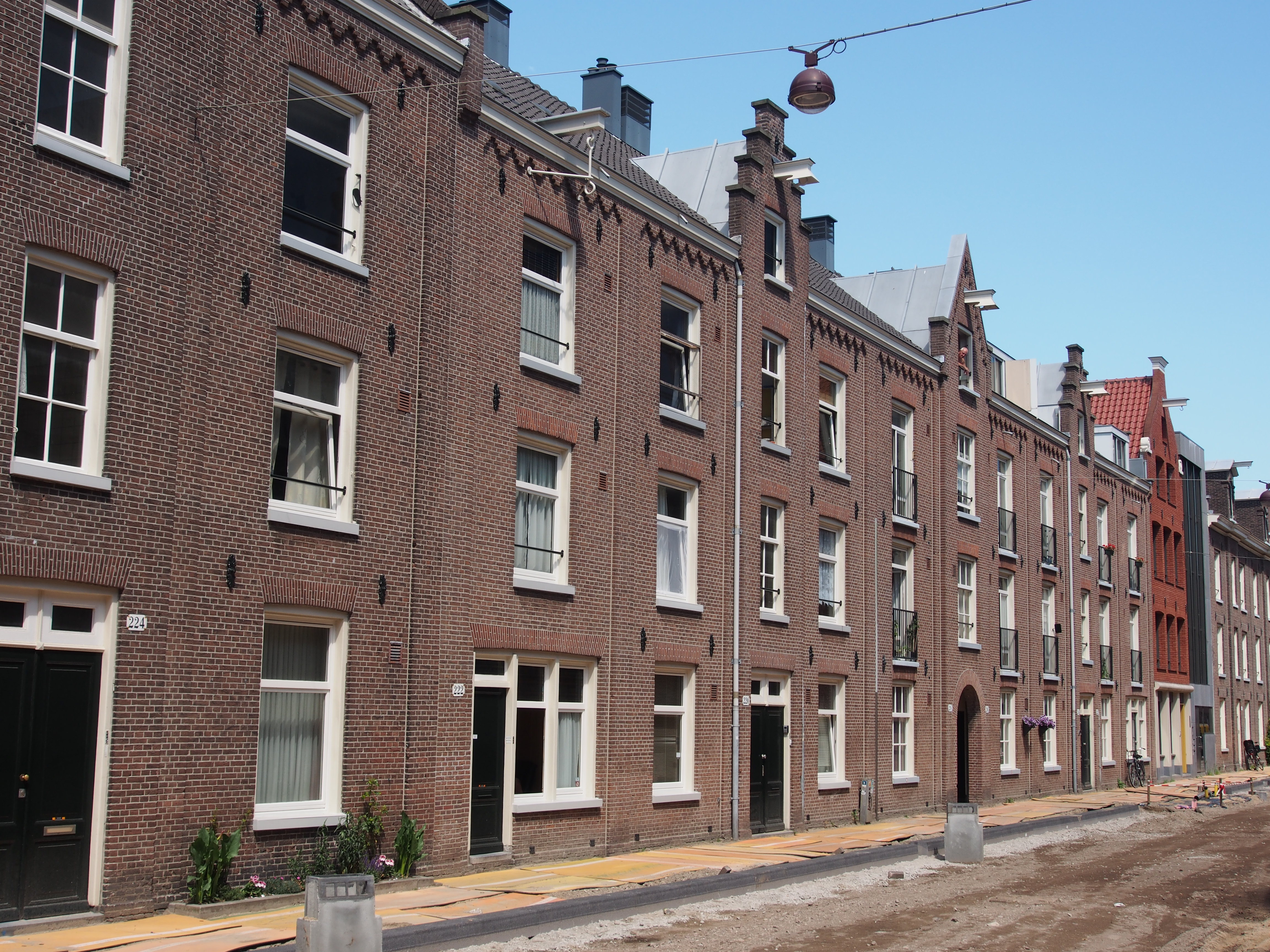
De gevelwand aan de Willemsstraat in 2014